# Euseo di Serravalle
Sant' Euseo (Serravalle Sesia, ... – Serravalle Sesia, ...; fl. XIV secolo) è conosciuto come il santo protettore dei calzolai e di Serravalle Sesia, dove trascorse la sua intera vita.

## Biografia
Di quest'uomo sono pochissime le testimonianze. Si pensa sia vissuto tra il XIII secolo e il XIV secolo. È rappresentato sempre nell'atto di riparare calzature, da qui l'interpretazione che avesse esercitato la sua unica professione, il calzolaio, ma siccome passò la vita in penitenza e da eremita, è più probabile che raffigurarlo come ciabattino fosse un modo di esaltare l'umiltà della sua scelta di vita. I cittadini lo riconobbero come santo poco dopo la sua morte, a metà del mese di febbraio di un anno sconosciuto, l'ultimo giorno di carnevale, quando trovarono il suo cadavere, sul quale, sebbene fosse ancora inverno, erano cresciuti tre gigli. Dopo pochissimo tempo fu eretto un santuario in suo onore.